# Paul Mazé
Paul Mazé, al secolo Laurence (Pleyben, 4 aprile 1885 – Papeete, 21 dicembre 1976), è stato un missionario e arcivescovo cattolico francese.

## Biografia
Laurence Mazé nacque in Bretagna da Jean-Paul e Marianne Chalony, abbracciò la vita religiosa nella congregazione di Picpus prendendo il nome di Paul e professò nel 1904; fu ordinato prete a Courtrai nel 1910 e fu subito destinato alle missioni a Tahiti.
L'8 novembre 1938 fu eletto vescovo titolare di Ascalona e nominato vicario apostolico delle isole Tahiti; fu consacrato il 30 aprile 1939.
Fece venire a Tahiti le Suore di Nostra Signora della carità del Buon Pastore e i Fratelli dell'istruzione cristiana di Ploërmel. Fondò la congregazione indigena delle Figlie di Gesù Salvatore.
Quando il suo vicariato apostolico fu elevato ad arcidiocesi, il 21 luglio 1966 fu trasferito alla sede metropolitana di Papeete. Rassegnò le dimissioni dall'ufficio di arcivescovo nel 1973 e morì nel 1976.

## Genealogia episcopale e successione apostolica
La genealogia episcopale è:
- Cardinale Scipione Rebiba
- Cardinale Giulio Antonio Santori
- Cardinale Girolamo Bernerio, O.P.
- Arcivescovo Galeazzo Sanvitale
- Cardinale Ludovico Ludovisi
- Cardinale Luigi Caetani
- Cardinale Ulderico Carpegna
- Cardinale Paluzzo Paluzzi Altieri degli Albertoni
- Papa Benedetto XIII
- Papa Benedetto XIV
- Papa Clemente XIII
- Cardinale Marcantonio Colonna
- Cardinale Giacinto Sigismondo Gerdil, B.
- Cardinale Giulio Maria della Somaglia
- Cardinale Carlo Odescalchi, S.I.
- Cardinale Costantino Patrizi Naro
- Cardinale Lucido Maria Parocchi
- Papa Pio X
- Vescovo Alcime Gouraud
- Vescovo Pierre-Marie Le Cadre, SS.CC.
- Arcivescovo Paul Mazé, SS.CC.

La successione apostolica è:
- Arcivescovo Michel-Gaspard Coppenrath (1968)